# Velîki Peredrîmîhî, Jovkva
Velîki Peredrîmîhî (în ucraineană Великі Передримихи) este un sat în comuna Zibolkî din raionul Jovkva, regiunea Liov, Ucraina.

## Demografie
Componența lingvistică a localității Velîki Peredrîmîhî
     Ucraineană (100%)
Conform recensământului din 2001, toată populația localității Velîki Peredrîmîhî era vorbitoare de ucraineană (100%).